# Fanny Starhemberg

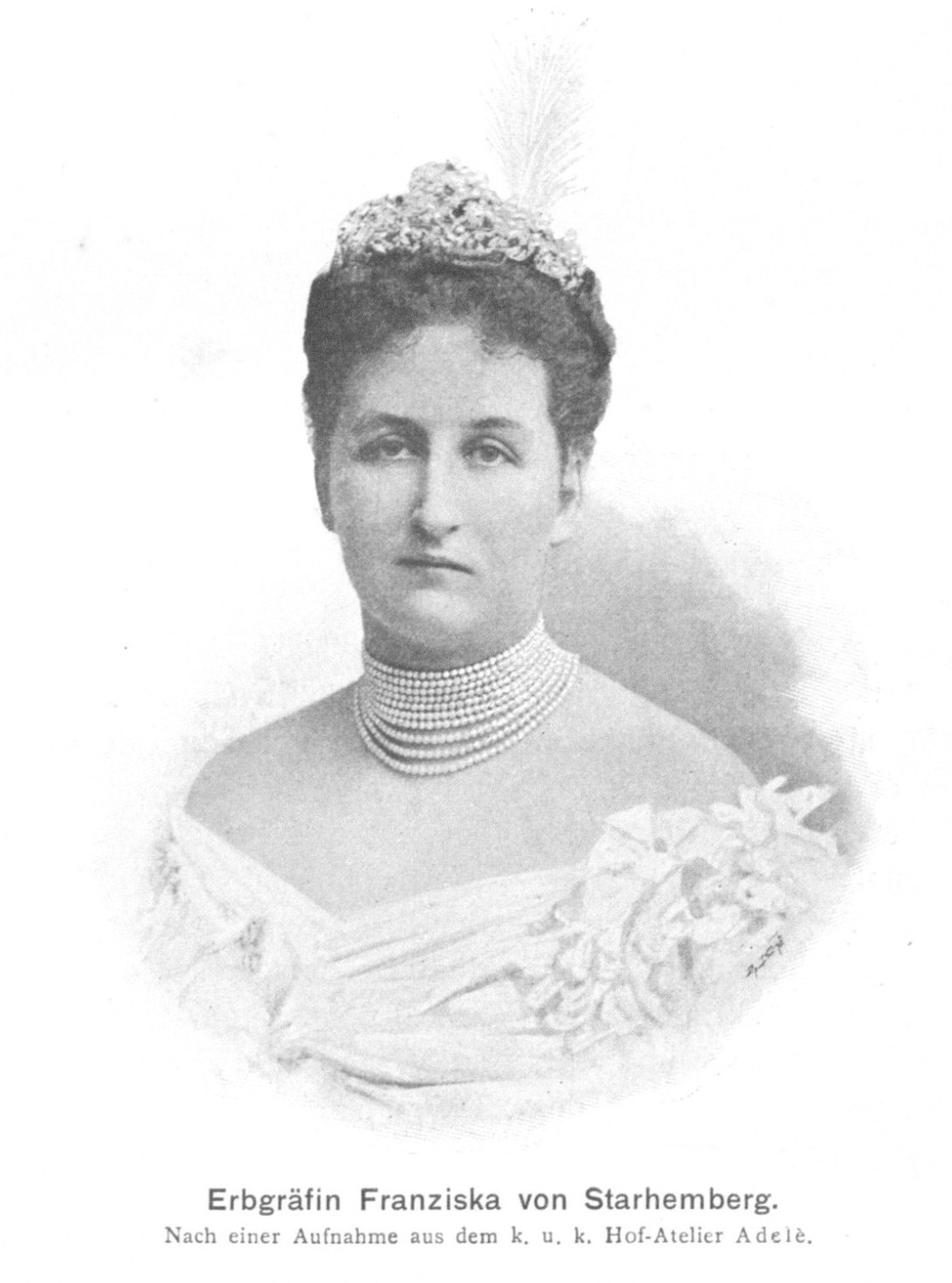
Franziska von Starhemberg, 1901

Franziska Fürstin von Starhemberg, geb. Gräfin Larisch von Mönnich (Wenen 24 oktober 1875 - Bad Darkau 27 april 1943), was een Oostenrijks politica. Zij stond bekend als Fanny Starhemberg.

## Biografie
Franziska (Fanny) von Starhemberg werd op 24 oktober 1875 in Wenen geboren als dochter van Eugen Graf Larisch und Mönnich en zijn vrouw Gabriele Deym Gräfin von Střítež. Op 28 juli 1898 trad zij in het huwelijk met Ernst Rüdiger Fürst von Starhemberg (1861-1927). Haar man was grootgrondbezitter en politicus. Zij was reeds vroeg actief in de Rooms-Katholieke vrouwenbeweging. In 1914 werd zij voorzitster van de Katholieke Vrouwenorganisatie (Katholische Frauenorganisation) van de Christelijk-Sociale Partij hetgeen zij tot 1934 bleef. Tijdens de Eerste Wereldoorlog was Fanny Starhemberg werkzaam voor het Rode Kruis. In 1919 werd zij lid van het bestuur van het Oostenrijkse Rode Kruis en in 1921 vertegenwoordigde Starhemberg het Oostenrijkse Rode Kruis bij het wereldcongres van het Internationale Rode Kruis in Genève.
Fanny Starhemberg werd in 1924 gekozen tot presidente van de Katholieke Rijksvrouwenorganisatie (Katholische Reichs-Frauenorganisation), de grootste rooms-katholieke vrouwenbeweging van Oostenrijk.
Fanny Starhemberg was politiek actief voor de Christelijk-Sociale Partij (CS) en was van 1919 tot 1934 vicevoorzitter van deze partij. Van 1920 tot 1931 was zij lid van de Bondsraad (Bundesrat).
In 1934 werd ze lid van de Oostenrijkse delegatie bij de Volkenbond in Genève en benoemde bondskanselier Engelbert Dollfuss haar tot voorzitster van de Vrouwenbeweging van het Vaderlands Front (Vaterländische Front), de eenheidspartij.
Na de Anschluss met nazi-Duitsland werd zij korte tijd vastgehouden. Na haar vrijlating trok zij zich terug op haar uitgebreide landgoederen. Zij overleed op 67-jarige leeftijd, op 27 april 1943 in Villa Starhemberg, Bad Darkau.

## Privé
Uit haar huwelijk met de vorst Von Starhemberg werden vier kinderen geboren, w.o. Ernst Rüdiger, 7. Fürst von Starhemberg (1899-1956), leider van de semifascistische Heimwehr. De relatie tussen moeder en zoon verslechterde eind jaren 20.